# Raoul Hynckes
Raoul Hynckes (Brussel, 11 mei 1893 - Blaricum, 19 januari 1973) was een Nederlands kunstschilder van Belgische afkomst.
De stijl van Hynckes was aanvankelijk impressionistisch, maar in de jaren dertig van de twintigste eeuw begon hij allegorische stillevens te schilderen op een zeer realistische wijze en in een uiterst fijne en minutieuze schildertrant (verdorde bomen, oude spijkers, doodshoofden). Hij wordt gerekend tot de magisch realisten. Regelmatig werkte hij ook als boekbandontwerper en ontwerper van affiches.
Hynckes verwierf verder bekendheid door zijn autobiografische geschrift De vrienden van middernacht, verschenen in de reeks Privé-Domein.
Hynckes was getrouwd met de schilderes Marguérite Hynckes-Zahn.

## Werk in openbare collecties (selectie)
- Museum Boijmans Van Beuningen, Rotterdam[2]
- Museum voor Moderne Kunst Arnhem
- Museum MORE, Gorssel